# 蒙特贝洛-迪贝尔托纳
蒙特贝洛-迪贝尔托纳（義大利語：Montebello di Bertona），是意大利佩斯卡拉省的一个市镇。总面积21平方公里，人口1063人，人口密度50.6人/平方公里（2009年）。ISTAT代码为068023。